# Verlag Herder
Verlag Herder (menționată uneori ca Herder-Verlag) este o editura germană cu sediul la Freiburg im Breisgau și cu birou și la Munchen, care publică periodice și cărți. Ea se concentrează pe teologia creștină, biserică și religie, spiritualitatea altor religii, educație și pedagogie preșcolară, politică și societate, precum și pe psihologie.
Cu peste două sute de ani de tradiție, Verlag Herder este una dintre cele mai vechi edituri din Germania. Ea aparține grupului editorial Herder, care se află în proprietatea familiei și a fundației de șase generații.
Herder este membru al Börsenverein des Deutschen Buchhandels.

## Istoric
Editura a fost fondată în 1801 la Meersburg de către Bartholomä Herder cu denumirea inițială Herdersche Verlagsbuchhandlung. Sediul editurii a fost mutat în 1810 de la Konstanz la Freiburg. Succesorul fondatorului a fost fiul său, Benjamin Herder (1818-1888), care a imprimat orientarea catolică a programului editorial și a condus editura în epoca Kulturkampf. Fiul său, Hermann Herder sen. (1864-1937), a dezvoltat compania și a mutat grupul editorial în sediul actual. Compania a fost condusă ulterior de Theophil Herder-Dorneich (1898-1987) și Hermann Herder. După traversarea unor grave dificultăți economice în anii 1990, Manuel Herder (n. 1966), din cea de-a șasea generație a familiei, conduce compania începând din 1999. Sub conducerea sa, au fost lansate o serie de produse audio-video și digitale și a fost creat un magazin online. În iulie 2016 s-a anunțat că un consorțiu condus de Herder-Verlag va prelua majoritatea acțiunilor lanțului de librării Thalia. Începând din aprilie 2017 Herder a achiziționat o participație în cadrul postului Radio Paradiso din Berlin.

### Clădirea editurii

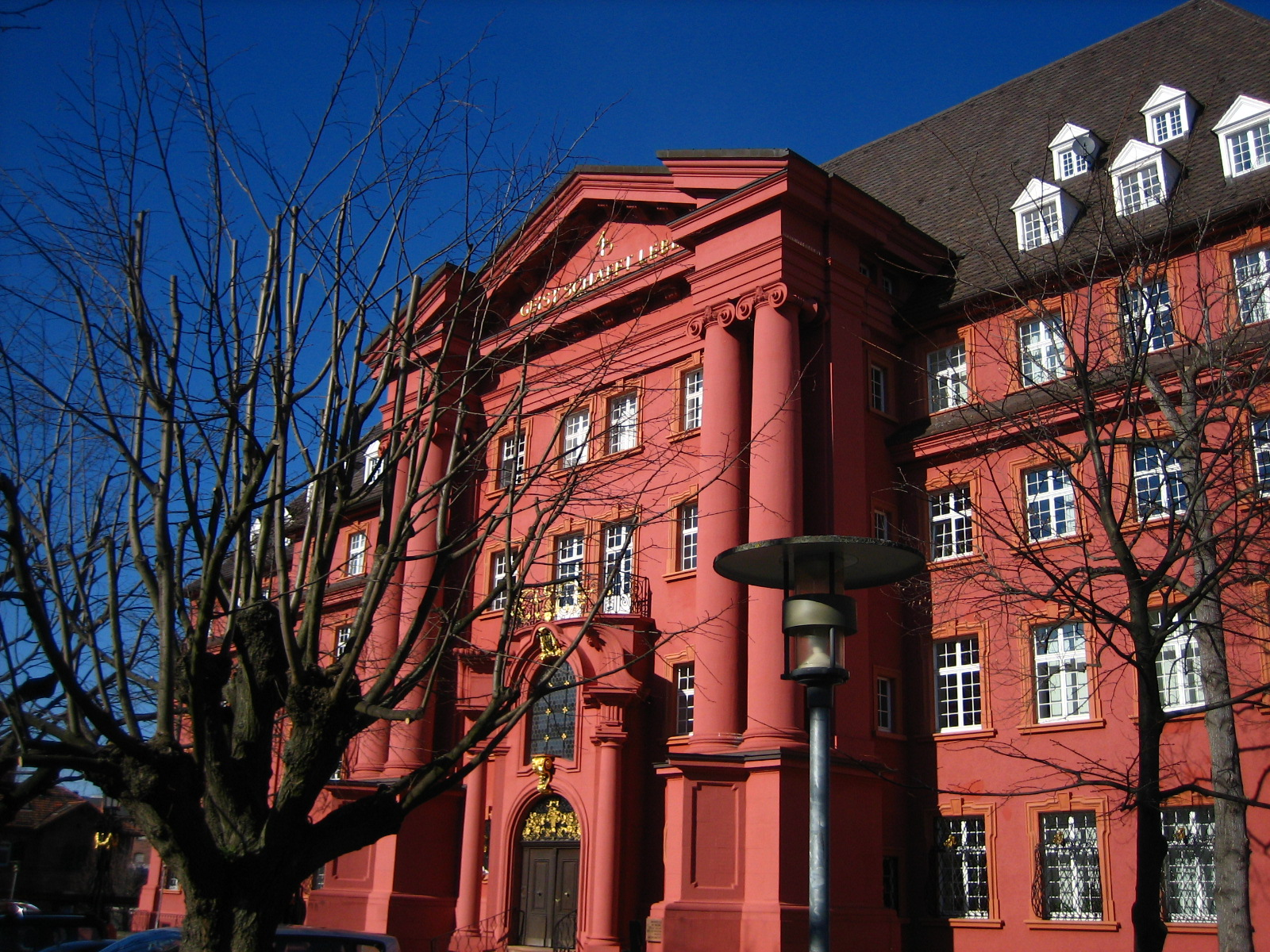
Aripa de sud a clădirii Herder

Clădirea editurii Herder din Freiburg, numită Herderbau, domină cartierul Neuburg al orașului. Ea a fost construită în anii 1910-1912 după proiectul arhitectului Max Meckel în stilul neobaroc și ocupă un întreg careu stradal. În 27 noiembrie 1944, clădirea a fost distrusă de bombardamentele efectuate de aviația britanică în cursul operațiunii Tigerfish. Printre victime au fost 11 angajați ai editurii Herder. După ce activitățile de tipărire (tipografia a tipărit în anii 1950 o ediție parțială a Badenische Zeitung) și de livrare au fost externalizate la începutul anilor 1990, editura a vândut o mare parte a clădirii către administrația statului Baden-Württemberg. Acele spații sunt folosite în prezent de Universitatea din Freiburg și au fost renovate treptat începând din anul 2000. Ele găzduiesc în principal Facultatea de Mediu și Resurse Naturale. În fostul depozit de hârtie a fost amenajată sala de expoziție a colecțiilor arheologice ale universității. Editura folosește numai aripa de sud a complexului de clădiri.

## Autori și program editorial
Editura publică în principal cărți de ficțiune, cărți de specialitate, cărți pe teme religioase, cărți pentru copii, biografii, audiobook-uri și cărți electronice (din 2008). În cadrul Herderbücherei a apărut din anii 1960 o serie de cărți cu subiecte distractive, iar mai târziu mai ales cărți teologice și educative. Pe lângă colecțiile de non-ficțiune INITIATIVE (din 1974), Spekrum și Premiere, concentrate pe teme legate de societate și de religie, a fost editată și o colecție de cărți pentru copii sub marca KeRLE. Printre cărțile bisericești este cunoscută așa-numita Biblie Herder, care conține o cheie a Evangheliei pentru o mai bună orientare a cititorilor.
Un deosebit succes în domeniul religiei l-au avut cărțile de și despre Papa Benedict al XVI-lea, preotul Anselm Grün și Dalai Lama. Printre cei mai cunoscuți autori din 2008 s-au numărat matematicianul Albrecht Beutelspacher, politicienii SPD Henning Scherf și Franz Müntefering, precum și jurnaliștii Mark Spörrle și Lutz Schumacher cu senk ju vor träwelling.

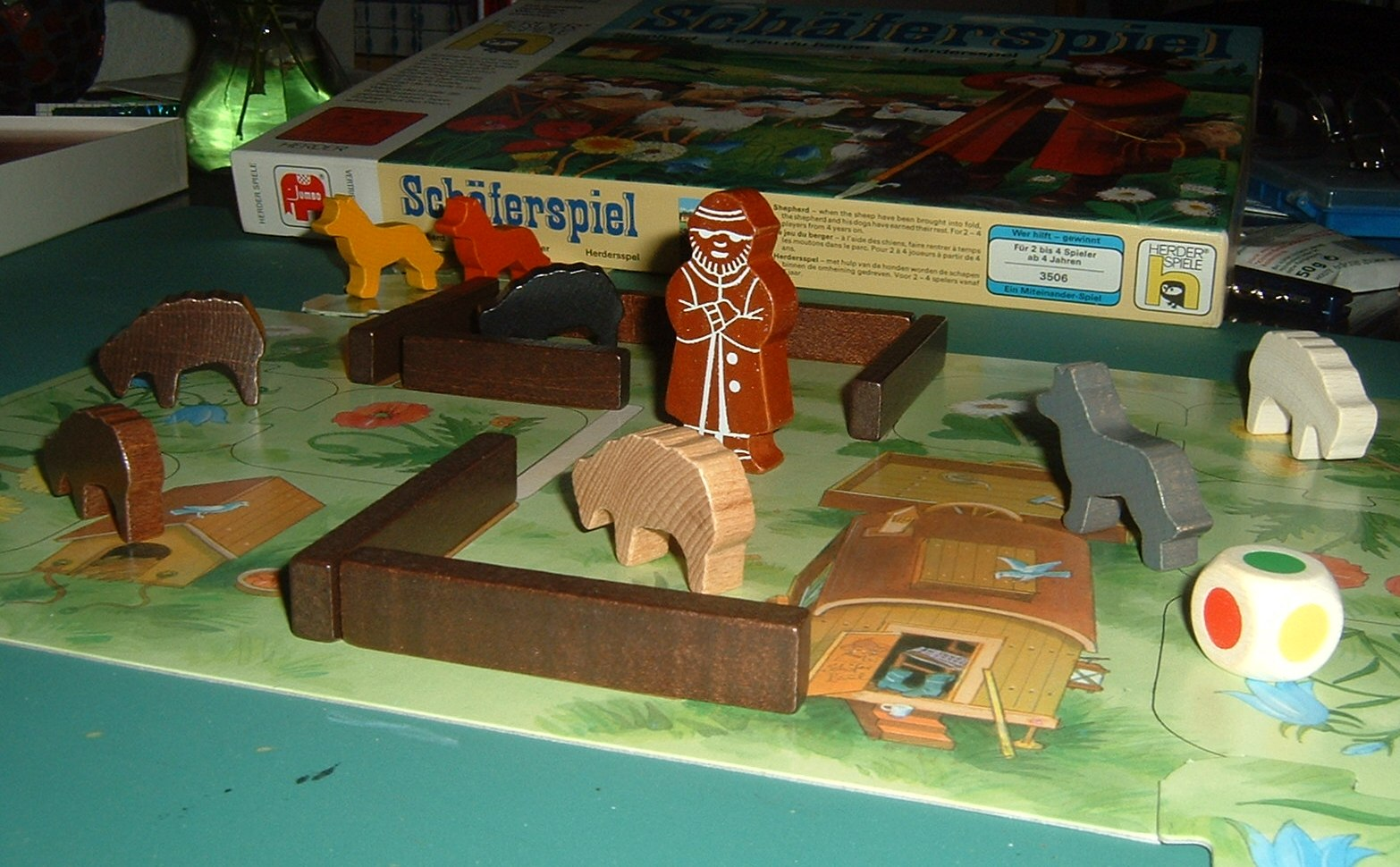
Schäferspiel a fost unul dintre jocurile pentru copii ale editurii

Din 1963 până în 1996 activitatea de realizare și de vânzare a jocurilor a fost efectuată de compania Herder Spiele; unele dintre aceste jocuri au fost nominalizate pe lista de selecție pentru Jocul Anului.

### Reviste
Editura Herder a publicat revistele Herder Korrespondenz, Christ in der Gegenwart și Stimmen der Zeit. Acestea sunt dedicate dialogului dintre biserică, cultură și societatea modernă. Alte publicații creștine sau bisericești sunt Anzeiger für die Seelsorge, einfach leben – ein Brief von Anselm Grün, Ideenwerkstatt Gottesdienst, Gottesdienst și praxis gottesdienst, diakonia și Forum Weltkirche. Publicațiile trimestriale Römische Quartalschrift și Theologie und Philosophie au ca grup țintă cercetătorii din domeniul teologic. În domeniul pedagogiei sunt publicate revistele kindergarten heute, kizz, Entdeckungskiste și Kleinstkinder.

### Lucrări de referință
În 1854 a fost publicat Herders Conversations-Lexikon, unul dintre cele mai importante dicționare germane din secolul al XIX-lea, care a fost continuat în secolul al XX-lea ca „Der Große Herder”. În domeniul teologiei au apărut acum Herders Theologischer Kommentar zum Alten Testament (ThKAT, editat de Erich Zenger, Ulrich Berges, Christoph Dohmen și Ludger Schwienhorst-Schönberger) în 36 de volume și Lexikon für Theologie und Kirche (LThK). Până în anii 1990 Herder Staatslexikon, în mai multe volume, a fost o lucrare de referință importantă în cercurile catolice pe subiecte de politică, economie și societate. Editura a publicat colecția de albume de artă Ars Antiqua – Große Epochen der Weltkunst și enciclopedia de istorie universală Der Große Ploetz.

## Orientarea editurii
Orientarea catolică originală și relația strânsă cu Biserica Romano-Catolică a ieșit în evidență în 1972, odată cu publicarea în ediție de buzunar a cărții Der sexuelle Notstand und die Kirchen a lui Fritz Leist. În ciuda intențiilor pozitive ale editurii, care au avut loc înaintea și în momentul publicării, Herder a retras cartea după scurt timp. În caz contrar Biserica Romano-Catolică ar fi întrerupt colaborarea cu editura Herder. Cartea a apărut apoi la o altă editură.

## Legături externe
- Site-ul editurii
- „Infos zu 'Herder Verlag'”, Luding.org, accesat în 1 noiembrie 2019</ref>